# 傑爾若紐夫縣

50°43′N 16°33′E / 50.717°N 16.550°E
傑爾若紐夫縣（波蘭語：Powiat dzierżoniowski），是波蘭的縣份，位於該國西南部，由下西里西亞省負責管轄，首府設於傑爾若紐夫，面積478平方公里，2006年人口104,852，人口密度每平方公里220人。